# Kostel svatého Mikuláše (Ostrov)
Kostel svatého Mikuláše je barokní kostel z 18. století v obci Ostrov v okrese Ústí nad Orlicí. Je chráněn jako kulturní památka.

## Historie
Kostel byl vystaven v roce 1773 na místě původního kostela z roku 1685, který roku 1772 vyhořel. Kostel je jednolodní stavba s čtvercovým presbytářem a sakristií. Na jižní straně v původní věži nad hlavním portálem, byla roku 1798 přistavěna hranolová věž.